# مجلس الأمن القومي (الولايات المتحدة)
مجلس الأمن القومي الأمريكي (بالإنجليزية: National Security Council)‏ يعرف اختتصار بـ NSC هو مجلس تابع للرئاسة الأمريكية يختص بقضايا الأمن القومي والأمور المُتعلقة بالسياسة الخارجية مع مستشار الأمن القومي ومجلس وزراء الولايات المتحدة وهو جزء من المكتب التنفيذي للولايات المتحدة.
إن مجلس الأمن القومى هي مُنظمه إدارية تابعة مباشرة برئيس الولايات المتحدة الأمريكية. إن هذا المجلس له دور نصائحى وتنسيقى وأحياناً تحريضى فيما يتعلق بموضوعات السياسة الخارجية، والأمن القومى وأكثر عموماً.
مجموعه المسائل الاستراتيجية. فهو بذلك ممثل غير معروف لكن في العموم أحياناً مُهين من السياسة الخارجية للولايات المتحدة فهو قانون نائب الرئيس، وزير الداخلية، وزير الدفاع ومستشار الأمن القومى حول الرئيس. وهذا الأخير يرأسه بينما إدارته يرأسها مستشار الأمن القومى. ومجلس الأمن يمكن أن يستدعى أعضاء أخرين تبعاً للحاجه.
إن مجلس الأمن له دور أساسى ان يكون ندوه تبادُل تسمح بتوجيه نصائح للرئيس. على هذا الأساس فإن المجلس يجتمع بأنتظام تبعاً للوضع الأول وأوليات الرئيس.
تتكلف إدارة المجلس بتحضير هذه الاجتماعات العامة. وقد يحدث اجتماعات متعلقة بعدد من المحافظات خاصة بعدد من الوزارات تحت رئاسة مستشار الأمن القومى تكون ذات صلة بموضوع معين.
أثناء اجتماعات المجلس فإن الرئيس يمكن أن يتخذ قرارات تترجم من مستشار الأمن القومى تحت شكل توجيهات «أوامر» يجب على المُشاركين تطبيقها.
في هذا الصدد، فقد أصبح المستشار أداة دفع للقرارت، والتنسيق والتحقيق من تطبيقتها بأيدى الرئيس مُدعماً سلطته التنفيذية في مواجهة الكونغرس الأمريكي.
على مر الزمن، وتبعاً لشخصية مستشار الأمن القومى فإن المستشار يعمل كإدارة لها النصيب الكامل، يمتلك الوجود الخاص به ويصبح هكذا المُمثل الرئيسى للتعبير عن السياسة الخارجية للولايات المتحدة الأمريكية التي تنافس وزارة الخارجية ووزارة الدفاع.
أثناء وجود المجلس، فإن الإدارة التي يرأسها مستشار الأمن القومى تُهيمن على المُمثلين الخرين للسياسة الخارجية، لدرجة تجاوز مهامها كي تصيغ وتدفع وحدها بقرارات هامة، أحياناً دون علم شركائها. وفي أحياناً أخرى، فإن هذه الإدارة قد تفقد من تأثيرتها، وتقتصر على مكتب غير مسموع كثيراً لا يحتوى إلا على بعض العشرات من الأشخاص.

## مقدمة
إن مجلس الأمن القومي يصعب فهمه لعده أسباب: أولاً عمله الحقيقى يعتمد أساساً على تركيبات غير منصوص عنها في قانون الكونغرس الذي أنشأ مجلس الأمن القومى، بينما آليات تفكير السلطة التشريعية لم تسير حقيقة.
ثم بعد ذلك، فإن كلمة مجلس الأمن القومى ترجع إلى أربع حقائق: ندوة يتخذ فيها قرار تضُم أعضاء بقوة القانون حول الرئيس، ولجان متعلقة بعدد من المحافظات (متعلقة بعدد من الوزارات في الدول الناطقة بالفرنسية) إدارة مكلفة في الأصل بتحضير الاجتماعات ورئيسها، ومستشار الأمن القومى. وهذا الأخير، يُختار في أكثر الأحيان لكفائته وتقارب وجهات نظره مع الرئيس، وأحياناً يُختار لشخصيته الممحية التي تسمح لمُمثل أخر أن يُسيطر على عملية إتخاذ القرار للسياسة الخارجية، ويلعب دور متغير على مر الزمن.
أخيراً فإن أحياناً الصفة اللاشكلية أو السرية لإتخاز القرار في مجالات الأمن القومى لا تسمح دائماً برسم دور مجلس الأمن القومى كهيكل معلوم ومُدرج.
يُضاف إلى هذا ضعف الدراسات التي تمت حتى يومنا هذا عن مجلس الأمن القومى. هذه الدراسات ترتكز على وثائق الأمن القومى مُصنفه ، وعلى مقابلات الممثلين مصنفة  والتقارب النظرى، لكن ولا واحدة نجحت أن تُعطى تحليل شامل لعمل مجلس الأمن القومى.
هذه الهيئة مُعقدة وتلعب دور بارع لكن محدد في إعداد السياسة الخارجية الأمريكية. هذا المجلس طرأ عليه تغيرات عميقة خلال تاريخه، هذه التغيرات مرتبطة أساساً بأسلوب قيادة كل من الرؤساء الذين توالوا على المكتب البيضاوي.

## دور مجلس الأمن القومي

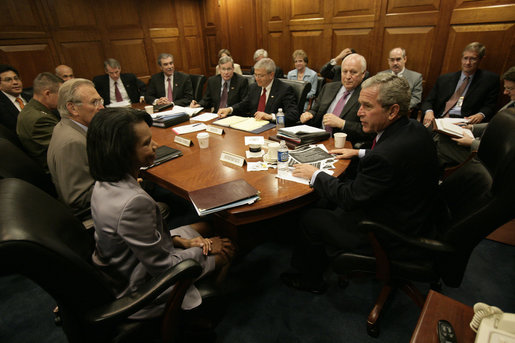
اجتماع لمجلس الأمن القومى اثناء حاله روما يوم 5 يوليو 2006

هذا الممثل في المنظمة والذي له نشاط عادة جماعى هو في الحقيقة أصبح مُمثل مطلق للسياسة الخارجية يُمثله مستشار الأمن القومى. لدرجة انه اكتسب تأثيراً جمالياً كبيراً غير متوقع من الذين قاموا برئاسته منذ نشأته.

### منظمه ونشاط
تقوم السياسة الخارجية الأمريكية على مبدأ فصل السلطات بين الرئيس والكونغرس. مع أن سلطة الرئيس تكون مسيطرة في هذا المجال. وتُنظم السلطة التنفيذية إلى مقاطعات (معادلة للوزارات في الدول الناطقة بالفرنسية) يرأسها سكرتير (مُساوي للوزير) هذه المقاطعات تكون مسئولة مباشرة أمام الرئيس الذي اتخذ القرار (إتخاذ القرار الجماعى لمجلس الوزراء ليس وارداً في الدستور الأمريكى) حتى يثنى إتخاذ القرارات واقعياً، فإن الرئيس لديه مكتباً تنفيذى ذات إدارات متعددة. مجموع المقاطعات والمكتب التنفيذى تسمى إدارة.
يحتل مجلس الأمن القومى مكانة جفرافية ومؤسسية رئيسية في داخل السلطة التنفيذية. فهو يمثل هيكل ذو مرتبطين الأولى هي ندوه القرارات التي تضم المسؤلين الرئيسيين للسلطة التنفيذيه في مجال السياسة الخارجية والأمن.
وهو مُكلف من القانون أن يتخذ القرارات في الموضوعات الراهنة وذلك بعد مُناقشات. يضم الدور الأراضى لجان متعلقة بعدد من المحافظات تتكون من مُمثلين متخصصيين بكل مقاطعة. يجتمع المجلس لمناقشه مسائل موضوعية ويُعطى للندوة مساحة واسعة من التحاليل والمُقترحات عند الحاجة.

#### وضع مجلس الأمن القومي داخل البيت الأبيض

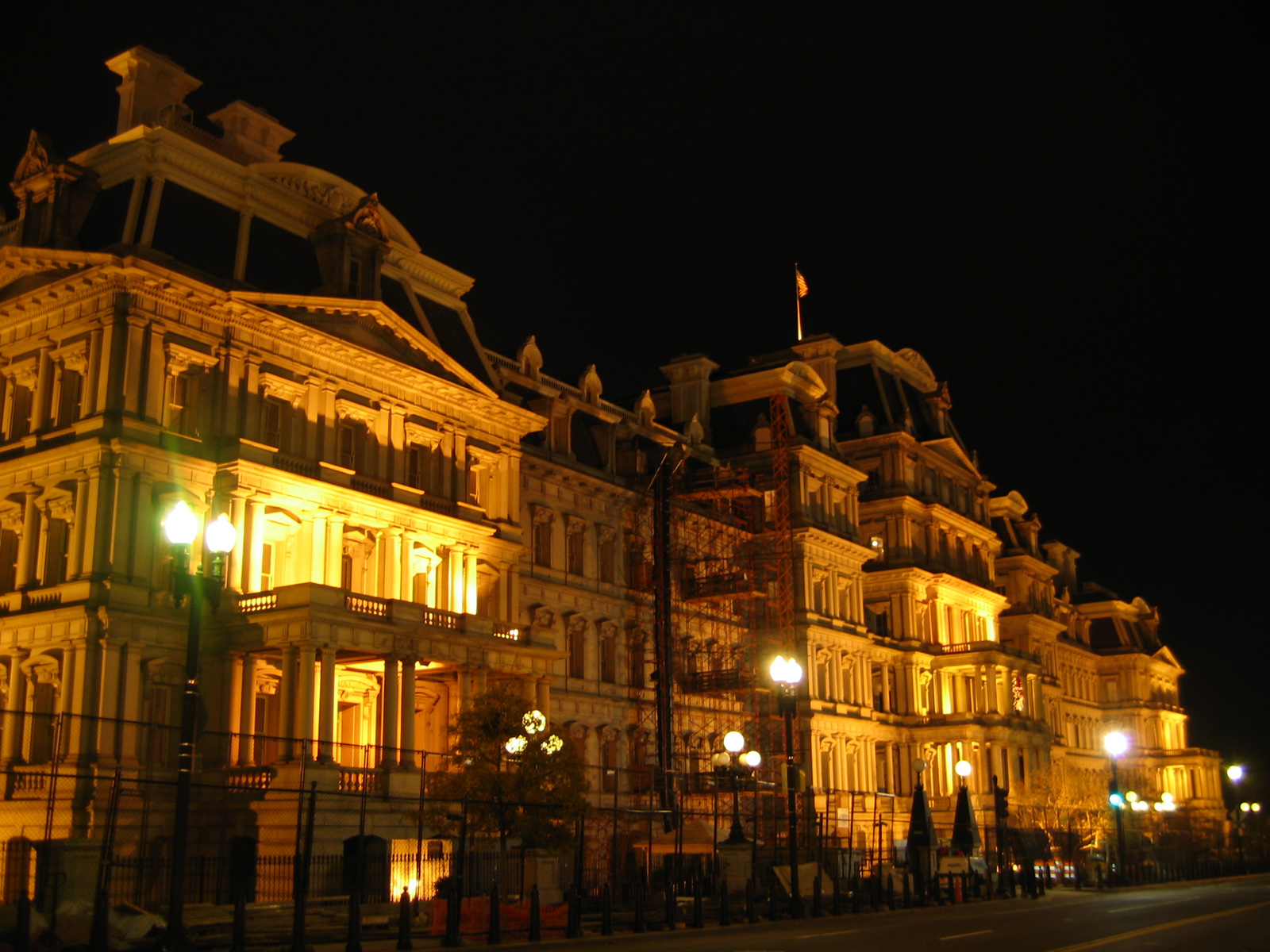
يقع المكتب التنفيذى الذي يضم مبنى ايزنهاور إدارة مجلس الأمن القومى أمام البيت الأبيض

كان مجلس الأمن ضمن المكتب التنفيذى للرئيس يوجد أعضائه في مبنى المكتب التنفيذى الذي يقع في مواجهة البيت الأبيض. هذه المقربة الوظيفية والجغرافية هي العامل الأول لشرح تطور المجلس الأمن القومى الموازى للصعود بقوة للسلطة التنفيذية منذ الحرب العالمية الثانية. أن الرئيس يعلم أنه يمكن أن يعتمد على صدق إدارة قريبة منه والتي طور من عملها وتكوينها منذ توليه المهام.

#### المنتدى صنع القرار (تحرير)
ينُص مجلس الأمن القومي التابع ل 26 يونيه 1947 والذي عُدل في العاشر من أغسطس 1949  على إنشاء منتدى لاتخاذ القرار مُكون من الرئيس، نائب الرئيس ووزراء الخارجية والدفاع. في الواقع هذه الأعضاء قد اتسعت أحياناً لتضم مُمثلين آخرين مثل وزير الخزانة، وزير التجارة، رئيس هيئة الأركان المشتركة الأمريكية، مدير المخابرات (الذي هو أيضاً مدير ال س أي ايه) سفير الولايات المتحدة لدى الأمم المتحدة. حديثاً يُضاف إليهم رئيس المخابرات (الوطنية) القومية، متسعة المقاومة ضد الإرهاب أو وزير الأمن الداخلي. يستطيع بعض المستشارين المتخصصين التدخل على حساب الموضوع الذي يبحث.
هذا المنتدى لديه مهمه تناول الساسية الخارجبة والأمن الكامل والمتماسك إلى أجل. ونص 1947 هو في الواقع الخاص بميزانيه الحرب العالمية الثانية. واتخاذ القرار كان صعب أثناء الصراع وقال الرئيس فرانكلين روزفلت أضطر شخصياً أن يلعب دور الحكم. من ناحية أخرى الحرب الباردة التي أعلنت استلزمات أكثر مما كانت في وقت أخر سياسة منسقة جيداً مع العِتاد العسكرى، والتي تستند على إجماع قوى من المسؤولين مع الأخذ في الاعتبار جميع أوجه نتائج هذا القرار.
لهذا السبب أعطى مجلس الأمن القومى مهمة للندوة أن تنصح الرئيس بدمج العوامل العسكرية، والمدنية، والداخلية والدولية في الأمن القومى وذلك بضم الإمكانيات المختلفة التي حددتها الإدارات المدنية والعسكرية وكذلك الوكالات الحكومية المختلفة. والمجلس له أيضاً مُهمة أن يسمح إلى المنظمات العسكرية والمقاطعات والوكالات أن تتعاون بفاعلية أكثر مع الموضوعات التي تنطوى على الأمن القومى.
هذه التدابير لم تطبق بالفعل أبدا. أصبحت اجتماعات مجلس الأمن عملاً المكان الذي يصدر منه الرئيس أوامره وتعليماته أكثر من المكان الذي يشاور فيه الأراء ويتخذ بعد قراره.
في الواقع، تعد الاجتماعات الغير رسمية حول الرئيس المكان الحقيقى لاتخاذ القرار الخاص بموضوعات الساعة ذات الأهمية. أغلبية القرارات تحمل اسم مثل صباح الجمع (friday morning breakfeast) الخاص برئاسه جيمي كارتر.
علاوه على ذلك، اللجان المختصة لكبار المقرريين يمكن أن تكون قد اُنشئت مؤقتاً خارج المراتب الرسمية. هذه اللجان تتناول مشاكل محددة وتلعب دور مشابه لمجلس الأمن. تعطى جريدة السفينة الصادرة في 26 فبراير 1953 لدوايت أيزنهاور (رئيس الولايات المتحدة من 1953 -1961) مثال لإنشاء لجنة had hoc لدراسة مشروع إنشاء هيئة المتطوعين الأحرار بناء على اقتراح مجلس الأمن.

ان التشغيل الفعلى لمجلس الامن القومى هو في الواقع مختلف جدا ، تبدو اجتماعات اتخاذ القرار غير رسميه ، في حين ان مستشار الامن القومى و ادارته لديها دور اوسع بكثير من بوتقه واحده القرار.

#### اللجان المتعلقة بعدد من المحافظات
كى يتم مساندة اجتماعات منتدى اتخاذ القرار (الذي يعرض بطريقة غير رسمية) فقد اجتمعت لجان مكونة من مُمثلين متخصصين من المحافظات. تخص هذه اللجان موضوع مُحدد وجدول عملهم أقل تعلقاً بالأحداث الحالية المباشرة عن الاجتماعات العامة.
في هذا الصدد فإن هذه اللجان تكون نظام معلومات وانتاج تحاليل مستمر ويرأسها مستشار بالأمن القومى أو الرؤساء المختصين بمجلس الأمن. هدفها الرئيسى جمع معلومات من المحافظات بحيث تكون واثقه بأن أي معلومات أو تحليل أو خيار هام لا يصبح مُتجاهلاً من البيت الأبيض. أعطت هذه اللجان دراسه أولية محددة وجدول حلول شاسع بقدر الإمكان. ترجع التقارير بالطريق التدريجى تحت شكل مستندات إلى المقرر وتُسمى مستندات سياسية. ويستطيع المقرر بعد ذلك عمل تركيبات تستخدم مباشرة في أتخاذ القرار.
في المقابل، فإن اللجان المتعلقة بالمحافظات تتلقى الأوامر الرئاسية العشر التي يجب أن تطبقها داخل كل محافظة. هذه اللجان تلعب دور تنسيق ومراجعة تطبيق القرارات. يحضر مجموع هذه الاجتماعات فريق إدارى صغير داخل مجلس الأمن. لكن دور هذا الفريق يتعدى في الواقع هذه الخاصية البسيطة.

### ممثل مطلق للسياسة الخارجية الأمريكية
انتقل مجلس الأمن القومى من حالة قالب لصياغة السياسة الخارجية إلى قانون مطلق لمزيج نهائى مع الاحتفاظ بجزء كبير من مهامه الأولى ويرجع السبب في هذا إلى الظهور السريع للممثل المؤثر: وهو مستشار مجلس الأمن التي تسانده إداره أكثر قوى تعطى له وسائل أن يكون لديه نظرة على مجموع عملية الصياغة وتطبيق السياسة الخارجية الأمريكية.

#### مجلس الأمن القومي

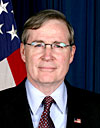
ستيفن هادلى ،مستشار الأمن القومى من 2005 إلى 2009. كان يواجه الكونغرس العدائيه. حيث انه أفضل محامى للرئيس الأمريكى جورج بوش في قضايا السياسة الخارجية

لم يتم التص على وظيفه مستشار الأمن القومى في الأمن القومى. لكن رئيس الولايات المتحدة دوايت أيزنهاور هو الذي أنشأ الوظيفة في سنه 1953 كى تضع على رأس مجلس الأمن القومى شخصية سلطتها تتجاوز وظيفة السكرتير التنفيذى التي مُحيت. في الحقيقة فإن دور المستشار قد اتضح بالفعل تحت رئاسة جون كينيدي والذي كان يشغله جورج بوندى.
إن إنشاء مستشار للأمن القومى يرد على اختيار الرئيس أن يستند على شخصية ذو ثقة. هذا الشخص يجب أن يكون قادر أن يعطيه تحليل مستعرض صناعى وحيادى لأنه حُرر من صراعات المصالح . لهذا فإن هذا التحليل يُمكن أن يُصبح محامى الشيطان، يُسمح للرئيس أن يوازن بين الدليل وعكسه لكل خيار . هذا التحليل مُزَود أيضاً باختصاصات كافية كى يستطيع أن يتحقق من السير السليم لسياق القرار (مثلاُ أن المقاطعات لا تخفض عليه إمكانية خيار استراتيجى مُتعارض مع مصلحتهم كمنظمة). عندما يُتخذ القرار، فإن المستشار لديه مهمة التأكد من تطبيقه بالكامل، دون أن يتخفف من حدته أو يشوه من المكلفين بتطبيقه . لذلك فإن المستشار لديه طُرق إداريه هامة ووسيلة قانونية: الإدارة الرئاسية التي تصيغه أو تُشرف عليه . إذاً المستشار في الأساس شخص حيادى يتحقق من انتظام عمل الأمن القومى، خاصاً أن الرئيس يحتفظ جيداً بالسلطة الحقيقية في مواجهة إدارته .
في الحقيقة، فإن دور المستشار يتجاوز كثيراً هذا الإطار البسيط . تتعلق الأسباب أساساً بقربه من الرئيس .
أولاً يُعين المستشار مباشرة من الرئيس، والكونغرس ليس لديه أي حق رقابة وأيضاً لا يستطيع هيكل اتحادى من (مقاطعات ووكالات) أن تؤثر على هذا الاختيار لأن لا يوجد أي عرف للتعين في المادة. هكذا فإن الرئيس له حرية اختيار شخص ذو ثقة والذي يرتبط معه بعلاقة شخصية قوية.
إنه من الطبيعى أن هذا الشخص الذي وَقع عليه الاختيار بطريقة تقليدية من اختيار الرئيس له في نوفمبر ومُزاولة عمله في يناير سوف يلعب دور المُوجه الخفى للرئيس أحياناً بواقع الحقائق الدولية وقلة كفائته دبلوماسياً. هذه المكانة الخاصة لرجل الرئيس تسمح له أن يؤثر مباشرة على قرارته التي يضمن انها ستطبق جيداً . فهو بذلك يترك دور الوسيط الأمين محاولاً أن يميل إلى قرار بناء على وجهات نظره .
المستشار له أيضاً نظره على أجندة الرئيس . فأنه هو الذي يقرر أي موضوعات يجب أن يطلع بها الرئيس وهو الذي يعرض عليه المشاكل . مثال على ذلك عام 1969 لورانس ايغلبرغر مساعد هنري كسنجر الذي منعه رئيسه أن يتردد على ريتشارد نيكسون ليحدثه بالمواقف في فيتنام وهذا كإجراء مؤثر .
و هكذا توسع دور مستشار الرئيس . فهو يستدرج بدقة أن يُصبح المبعوث الشخصي للرئيس لدى الوفود الأجنبية. فهو بذلك يُمكن أن يتدخل في المفاوضات الهامة لكن الطويلة والتي تستلزم التيقظ على الدوام والتي لا تسمح للرئيس أن يقوم بها تحت ضغط ارتباطات أخرى وهذه مثلاً هي حالة البوسنة والهرسك في 1999 في وقت رئاسة بيل كلينتون.

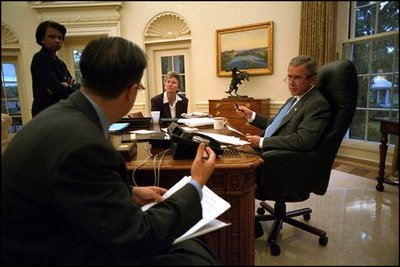
يستعد الرئيس جورج دبليوبوش لالقاء خطابه إلى الأمة و إلى الكونجراس بعد هجمات 11 سبتمبر 2001 ، و إلى جانب "القلم " في المقدمة الأولى ، و نحن نرى كوندوليزا رايس مستشاره الأمن القومى امامه. ذاك هو دوره في مساعده الرئيس في هذه الأوقات.

يستطيع المستشار في بعض الحالات أن يطبق خفية سياسته الخارجية متجاوزاً كلياً سلطاته . هذه هي حالة الدبلوماسية السرية التي كان يخوضها هنري كسنجر تجاه جمهورية الصين الشعبية قبل اعترافها الرسمى بالولايات المتحدة الأمريكية في سنه 1972 .
يجب أيضاً على المستشار أن يحتفظ بتوازن صعب بين دور الضامن لتطبيق قرارت الرئيس ودور المستشار الخاص لهذا الأخير . نهاده انتونى لاك مستشار كلينتون هي موضحه لهذا اللقب «ارتكبت خطأ في الست أشهر الأولى لوظيفتى منصبى، عندما حاولت أن أكون وسيط امين . أتذكر كولن باول الذي جاء يقابلنا قائلاً أنه يجب على أن أعبر أكثر عن أرائى .»
تسبب هذا الموقف توترات شديدة داخل الإدارة عندما أصبح المستشار بصدق حليفاً في دوره كمُنسق. نشئت الصرعات المفتوحة مع المقاطعات والمنافسات احتدت بينهم . والمستشار بدلاً من أن يكون عاملاً مسهلاً أصبح جزء مستقلاً على مسرح السياسة . فهو أصبح هكذا مصدر التوترات مؤدياً إلى تفكك القرار العام الذي أصبح فيه ضمانة الترابط عامل لعدم الإستقرار . وفي هذه المواقف أصبحت السياسة الخارجية الأمريكية مشوشة ومُبهمة .

#### إدارة مجلس الأمن القومي: وكالة حقيقية ؟
يستمر منظور الإدارة (وليس فقط في وقت الأزمة الحرجة) فإن موضوعات الأمن القومى تكون جزء من تفكير الشرع. ينُص أيضاً قرار مجلس الأمن القومى على إنشاء «مكتب للنزاعات ذات التوتر المنخفض». مع ذلك فإن النص لم يتضمن سوى أن دور إدارة مجلس الأمن القومى تكون مهمه مثلى أصبحت سريعاً .
نظمت الإدارة إلى مكاتب طبقاً للمنطقة الجغرافية وطبقاً أيضاً للموضوعات المُستَعرضة (انظر الخطة الإجمالية لنتظيم إدارة مصلحة). فهذه الإدارة تستلزم ميزانية تتراوح ما بين 6 و 8 ملايين دولار يُصوت عليها سنوياً في الكونغرس من المكتب التنفيذى للرئيس المخصص.
هذا المكتب يبحث إلى ضم أفضل المتخصصين في شتى الموضوعات التي تتناولها خطته العضوية. في الواقع، شخصيات عديدة ذات صلة في مجالها ومارست فيما بعد مسؤوليات هامة كان لها مهمة مستشار في مجلس الأمن القومى. فهو أصبح نباءاً على قول دافيد هالبرستام من أفضل المستشارين والأكثر مهارة في خدمة الرئيس .
إن النتيجة الملموسة والرئيس لعمل إدارة مجلس الأمن القومى هي صياغة وثائق الأمن القومى وميز هارولد ريلايا أربع أنواع أصلية:

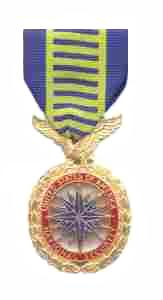
أنشاء وسام الأمن القومى عام 1947 ،من قبل مجلس الأمن القومى و مخصص لأفراد الجيش الأمريكى

1. درسات تركيبيه على الموضوعات الكبيرة للسياسة الخارجية والأمن وعلى الاستراتيجات الكبيرة التي تطبق في هذه المجالات .
2. درسات على المنطقة الجغرافية وعلى البلد .
3. تقديرات لعمل المُنظمات المُختلفه المشتركة .
4. وثائق تنظيم وتنسيق لهذه الهياكل .

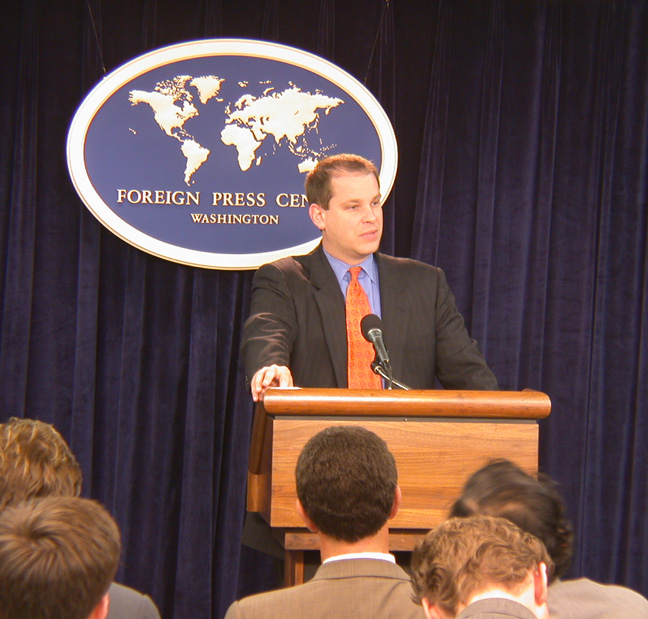
يعمل مجلس الأمن القومى تدريجيا على شكل وكاله فدراليه حقيقيه حيث انه يتحدث بأسم:هنا ماكورماك في منصبه منذ 6 فبراير 2005.

في البداية، إدارة مجلس الأمن القومى كان لها مُهمة بسيطة هي تحضير اجتماعات مجلس الأمن القومى . هذه الوثائق تخدم أساساً المناقشات التأليفية مع دمج جميع وجهات النظر المُختلفة، مع ذلك على مر الزمن فإن هذه الوثائق تحتوى على توصيفات بناء على عناية الرئيس، هذه التوصيات تعتبر حُجة بناءً على تأثير المستشار على الأمن القومى .
إن تشكيل اللجنة الأساسية ألفتها إدارة مجلس الأمن القومى هنا أيضاً نلاحظ تطور سيرفع معنى تدعيم السلطة . في البداية هذه القوائم أعدتها الإدارة المعنية بالقرار أو القرارات محل نقاش ثم ببساطة يعاد صياغتها من إدارة مجلس الأمن القومى .
فهى تأخذ على عاتقها مجموع صياغتها . هذه الوثائق التي تُسمى أوامر رئاسية لمجلس الأمن القومى تصل إلى المقاطعات التي ليس لها إلا دور المُنفذ .
أخيراً، فإن امتيازات إدارة مجلس الأمن القومى تتعدى بدرجة كبيرة حدود المقاطعة الإدارة هذه الإدارة هي في الواقع الوحيدة في البيت الأبيض التي اشتركت في الحياة السياسية نتيجة لذلك، فإن جزء من بينها أُسند إليها مهام مثل تحضير إستراتيجية للعلاقات العامة، الدفاع عن السياسة الخارجية أمام الرأى العام وبوجه خاص أمام الكونغرس أو أيضاً كتابة خطابات السياسة الخارجية . وقد عقد عدداً من مُستشارى مجلس الأمن القومى مقابلات في الصحافة . إلى هذه الدرجة، فإن الإدارة مُشتركة في الأعمال العادية التي يرأها كل من ايفو أ ديلدر وأى ام ديستلر أن العاجل دائماً يحل محل المهم. إن الخطة العضوية لمجلس الأمن القومى سيظل متأثراً بها وإدارة مجلس الأمن القومى أصبحت المكتب الشخصى للسياسة الخارجية للرئيس . لهذا وصف «اندرو برستيون» هذه الإدارة "بوزارة خارجية مُصغرة ".
إن مجلس الأمن القومى ليس بوكالة بالمعنى الحقيقى للكلمة لأنه لا يمتلك ولا مجموع الطرق العلمية، ولا الاختصاص أو الصلاحية القانونية . فهو يعتبر مع ذلك نموذج مُصغر لحكومة حقيقة للسياسة الخارجية والأمن قادرة على العمل بطريقه مُستقلة . فهو استطاع هكذا أن يؤكد في بعض العصور أنه مُمثل حقيقى وحيد للسياسة الخارجية (انظر أسفل الجزء الخاص بمجلس الأمن القومى خلال فترة كسينجر)، بل تورط مباشرة في بعض العمليات الخفية حتى الغير القانونية (انظر الجزء الخاص بمجلس الأمن القومى خلال فترة ريجه).

### تأثير الزيادة الإجمالية
فرض مجلس الأمن القومى نفسه كعامل غالب للتعبير عن السياسة الخارجية الأمريكية . لهذا فإن أمامه الوزارات (خاصة وزارة الدولة) التي لا تتمنى ترك اختصاصاتها، أن مجلس الأمن القومى سوف يخرج أحياناً منتصراً في هذه المنافسة، وسيصطحب الصعود القوى للرئيس في مواجهة الكونغرس فيما يتعلق بمجازفات السياسة الدولية .

#### المنافسة بين دواويين الحكومة

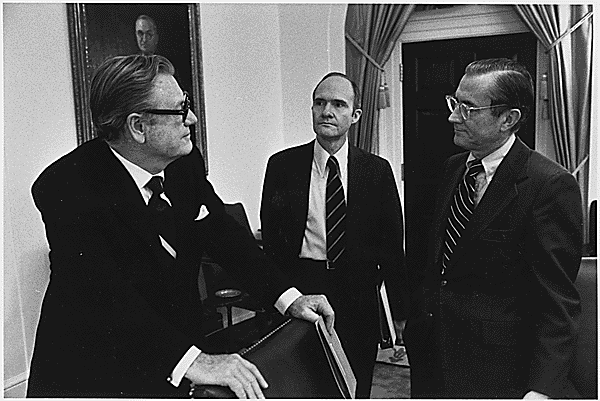
يتحدث الرئيس ليندون مع مستشارين من جنسون في مجلس الأمن القومى ، ان امتلك اذن الرئيس هو مسأله التنافس البيروقراطيه.

مجلس الأمن القومى هو عامل لصراع السلطة داخل الإدارة (يعنى الحكومة) بين المُقاطعات (أي الوزارات). أيضاً داخل مُجمع المعلومات بين الوكالات مجازفة هذا الصراع بين المنظمات يكون فيما بينها ضمان بقائها ، ثم الاحتفاظ بهامش مناورة أكبر، مع أقل مُراقب على أعمالها، وأخيراً مُمارسة سُلطة كبيرة بقدر الإمكان على مجرى الأحداث وأيضاً على القرارات التي تُتَخذ في مجال السياسة الخارجية .
و على كل صَعيد من عملية القرار حتى القرار النهائى للرئيس، فإن كل مُنظمة سوف تبحث على فرض وجهات نظرها . في مواجهة هذه الحكومة، فإن الرئيس نفسه يحاول أن يحتفظ بسلطة عملية اتخاذ القرار وبالقرار ذاته. والرئيس يُحاول أيضاً التحقق أن قرارته حقاً يتبعها نتيجة.
بما أنه في البدء عامل مُحايد ومُتجاوز منافسات دواويين الحكومة، فإن مجلس الأمن القومى لم يُفلت من هذه القاعدة . ففى مواجهته الأعضاء الآخرين للمكتب التنفيذى للبيت الأبيض . المجازفة هي فرض موضوعات الأمن القومى والسياسة الخارجية كأولويات في أجندة الرئيس . فيما يخص السياسة الخارجية، مجلس الأمن القومى في مواجهة وزارة الدولة الممثل التقليدى في هذا المجال ووزارة الدفاع التي توسعت اختصاصاتها في هذا المجال مع مر الزمن .بعض الممثلين التقليدين مثل وكلات المخابرات مثل المخابرات الأمريكية، NRO,NSA,FBI وأيضاً مدير مكتب الرئيس، رئيس مجلس إدارة the joint chiefs of staff يحاول أيضاً أن يوصلوا صوتهم . منذ 11 سبتمبر 2001، ممثلين جدد مثل مدير المخابرات القومية منسق الصراع ضد الإرهاب، وزارة الأمن الداخلي، ومجلس الأمن الداخلي يجب عليهم أيضاً اتخاذ موقف أحياناً تجاه بعض الغموض . المجازفة إذا بغرض اختيار يؤثر على اتخاذ القرار . التقارب الجغرافى والشخص لمجلس الأمن القومى مع الرئيس، وصنعه المركزى وإدارته التي تزداد أهميه أعطته الضمانات القاطعة في صراع التي تقوم بها الدواوين الحكومية المختلفة فهو يراقب اتخاذ القرار في جميع مراحله . فاز مجلس الأمن القومى جمله بصراع التأثير على إعداد السياسة الخارجية الأمريكية . فمثلاً الاثنين المُمثلين الذين أثروا على السياسة الخارجية الأمريكية من بين الثلاثين مشهوراً هما جون فوستر دالاس وهنزى كسنجر . فالأول كان وزير خارجية والثاني مستشار الأمن القومى (حتى لو شغل فيما بعد هذه الوظيفة مع وظيفة وزير الخارجية). لكن صعوده بالقوة لم يفهم دون بروز الرئاسة الإمبريالية في مجال السياسة الخارجية ورئاسة السياسة الخارجية ذاتها في أجندة السياسة الأمريكية، أثناء وبعد الحرب الباردة.

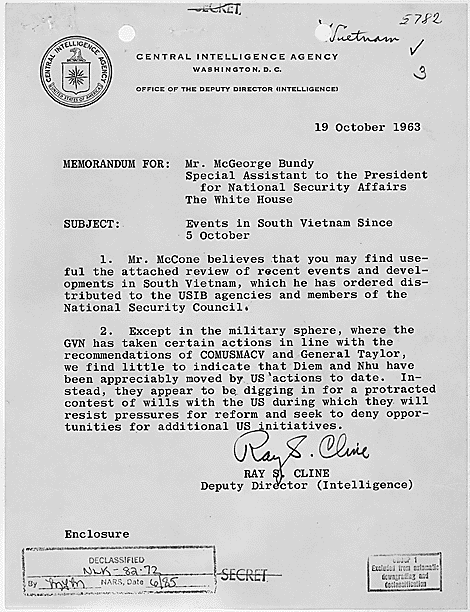
إن المعلومات الواردة للرئيس تمر بعد اختيار مستشار الأمن القومى. من هنا كشفت مذكرة نائب مدير وكالة المخابرات المركزية عن الوضع في فيتنام الجنوبية في أكتوبر تشرين الأول عام 1963. خصصت المذكره للمستشار ماك جورج بندى و ليس للرئيس كينيدى.

#### الصعود بالقوة مرتبط بصعود الوظيفة
منذ 1945، قادة الولايات المتحدة مُدركين الدخول في مرحلة مواجهة مع الاتحاد السوفيتي. منذ ذلك الوقت لا يستطيعوا أن يرتبطوا من جديد مع الانعزالية الذين خاضوها قبل الحرب العالمية الثانية.
في عام 1947، التصويت على مشروع مارشال واختيار السياسة المصندقة أضاعت أمل نصارى أمريكا مستكملين مصيرها متظاهرين بعيداً عن عنف العالم .
يجب أن يكون الرئيس على علم بالحياة اليومية وأن يتخذ القرارات مورطاً أحياناً الولايات المتحدة عسكرياً حتى أثناء مراحل التراجع الخاصة (مثل تحت رئاسه فورد وكارتر) إحدى أولويات الأعمال اليومية للرئيس هي قراءة تقرير المخابرات .
بعد سقوط الاتحاد السوفيتى، تزايد عدد المشاكل الداخلية التي تمس الأمن القومى ولها صلة. هذه هي حالة مشاكل البيئة والصحة لكن أيضاً التحديات الخاصة بالانتشار النووى ومؤخراً الإرهاب الدولى . بشكل موازى، الحدود التقليدية بين المشاكل الاقتصادية ومشاكل الأمن القومى تتلاشى في عالم ما بعد الحرب الباردة .
يجب إذا على مجلس الأمن القومى أن يتنافس مع ممثلين أكثر تنوعاً، كالمجلس الأقتصادى القومى داخل المكتب التنفيذى للبيت الأبيض وأيضاً وزارة التجارة (في قانون اماتو كندى مثلا) في مجال الطاقة (مشكله تأمين تموين الطاقة) في مجال النقل (مشكلة أمن التنقلات الجوية بعد 11 سبتمبر 2001 في العدالة (مشكله الهيكل القانونى للسجناء المعتقلين في معتقل جوانتانامو).
دائماً وابد، يحتاج الرئيس إلى هيكل مستقيم قادر أن يعطيه وجهه نظر تأليفية وأن يطبق قرارته في عديد من الإدارات المعنية .
عن مجموع هذه المسائل، أخذ الرئيس بنفسه الموافقة بالنسبة للسلطة المضادة التي يمثلها الكونغرس . تحولت المراجعة والميزانيات التي نص عليها الدستور بنسبة كبيرة لصالح الرئيس بالرغم من محاولات الكونغرس.
و هذا يعطى للرئيس هامش هام من المناودات.

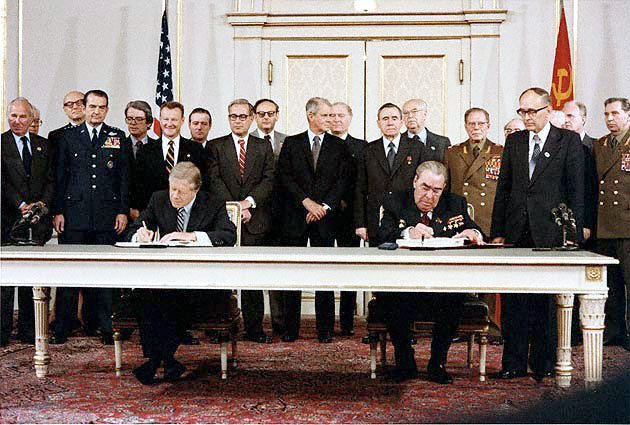
يرافق مستشار الأمن القومى صعود الرئيس في مجال الشؤون الخارجية و الأمن. حيث تم توقيع اتفاقيات SALT II بواسطة جيمى كارتر يوم 18 يونيو 1979. رأينا خلفه مستشاره زبيغنيو بريجنسكى في الأمن القومى.

كان مجلس الأمن القومى هو المُسهل لهذا التحرر . في الواقع، يجب على الرئيس أن يعتمد على إدارة قادرة أن تعطيه تحاليل عميقة وجدول من الحلول بما في ذلك حلول لا تتناسب مع خط السياسة الغالب في الكونغرس .حلول يجب أن يوجدها في الكونغرس اغلبية تتجاوز انغلاق الأنصار أو أيضاً حلول يجب أن تفرض على كونغرس مُعارض.
و طد هذه الاتجاه منذ منتصف التسعينات عندما تلاشت الأنصار التقليدية الناتجة عن الحرب الباردة . تنوعت بشدة مواقف المنتخبين تجاه الموقف الذي يجب على الولايات المتحدة أن تقيمه مع باقى العالم .
و ليس من النادر إيجاد منتخبين ممهوريين في نفس مدرسه فكر المنتخبين الديمقراطين.
في مواجهة هذه التعددية من وجهات النظر فإن الرئيس وإدارته يجب أن يتحدثوا بصوت واحد وأن يقودوا بإتقان الأعمال المُترابطة . إذا يستطيع مجلس الأمن القومى أن يلعب دوره بالتمام بضمان ترابط الإدارة والمُدافع عن مصالح الرئيس .
هذا يسمح له أن يحتفظ بمركزه داخل السلطة التنفيذية وأن يكسب السلطة في نفس الوقت مع الرئيس .
يبدو أن هذه الحالة سوف تدوم طويلاً . طبقاً لتعبير روثكوبف. مجلس الأمن القومى هي:«عبقرية لا يمكن أن ترجع إلى القنينة .» فقد تنوع بدرجة كبيرة دور مجلس الأمن القومى وتأثيره منذ نشأته .

## التغيرات الكبيرة في مجلس الأمن القومى
تعد التطورات التي طرأت على مجلس الأمن القومى هي أساساً صوره للأسلوب الرئاسى لكل تيار من المكتب البيضوى . عندما باشر مهام عمله ، كل رئيس جديد يعيد تشكيل عمل إدارته المُقربة تبعاً للطريقة التي يتناول بها ممارسة سلطته . فهو يبحث أيضاً عن تصحيح الخلل في العمل الذي رُصد خلال فترة ترشيح سالفه . المميزات الرئيسية لتأثير الإسلوب الرئاسى على مجلس الأمن القومى هي:
- تعيين مستشار مؤثر وحليف أو محايد ومحترم للإجراءات الرسمية .
- عمليات اتخاذ القرار اللاشكلى أو الهيكلى .
- مهام محورية عن الإعداد لإتخاذ القرار أو عن التحقق من التطبيق الصحيح للتعليمات الرئاسية .
- تفضيل الرئيس لطرح مسائل معينة، ولبعض المقاطعات وعلى العكس حذره تجاه هياكل أخرى .

لهذا السبب فإن التقسيمات المتسلسلة تاريخياً هي تقسيمات الرؤساء المُتعاقبة . جملة، إن تطور مجلس الأمن القومى هي صعود بطئ للسلطة يعقبه سيطرة على السياسة الخارجية والأمن، ثم بعضاً من الارتباك نشأ من الأسلوب الغمائر للرئيسين . إذا يؤدى التجاوز المثبت إلى إعادة وضع مجلس الأمن القومى وإلى رجوع معين إلى المصادر .

### نشئة مجلس الأمن القومى: هدف وحل وسط

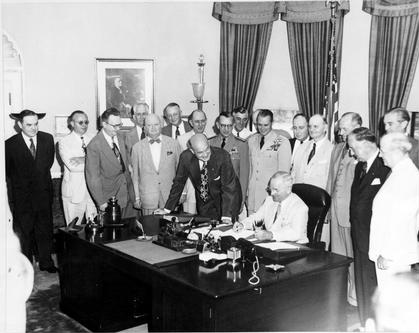
وقع هارى س. تعديل قانون الأمن الوطنى 10 أغسطس 1949.

كما هو مشار إليه أعلاه، إن نشئة مجلس الأمن القومى ترتبط بالأحتياج إلى قيادة كاملة منذ فجر المواجهة الكبرى مع الاتحاد السوفيتي. مع ذلك إن الحقيقة التاريخية هي تلاقى طلب الثلاث ممثلين بين 1945 و 1947 : الرئيس، الكونغرس، ومُختلف القيادات العسكرية .
يحاول الرئيس هاري ترومان أن يجمع اتخاذ القرار العادى في مادة السياسة الخارجية والأمن خاصة بأنشاء إدارة موحدة مختصة بأعمال الدفاع . بعد استلام اليابان في 2 سبتمبر 1945، فإن لجان التنسيق بين وزارات الدولة، والحرب والبحرية الذين كانوا يديروا العمليات حول الرئيس ليس لديهم سبب في أن يجتمعوا أحياناً . فإنه ينتج عن ذلك تنافر مؤسسى ومنافسات مثيرة في إطار تخفيض الوسائل العسكرية المُستخدمة للتغلب على قوات دول المحور. لا يجتمع مُتخذى القرار إلا في وقت الأزمة ويحضروا بتحليلاتهم الشاملة للموقف وبوسائل التطبيق كى يردوا على الموقف . كل واحد يدافع عن وجهة نظره تبعاً لمصالحه، فما يؤدى إلى اتخاذ قرار فوضوى .
قلق الكونغرس من تدهور الوضع الأمنى ومن أهمية القرارات التي تنجم . فهو يبحث على تقنين سلطات الرئيس الذي يتسم بالشدة في مواجهة الاتحاد السوفيتى . (توفى فرانكلين روزفلت، أصبح ترومان رئيساً منذ 12 أبريل 1945).
لهذا، فهو يريد أن يجبره أن يتخذ في الاعتبار رأى جميع أعضاء إدارته كى يتجنب قرارات شخصية جداً .
وزارة الحرب (التي تلبس قبعة القوات البرية للولايات المتحدة الأمريكية) ووزارة البحرية وأيضاً جميع القوات الجوية الجديدة للولايات المتحدة الأمريكية تتمسك بامتيازتها وزارة البحرية التي يرأسها جيمس فورستال هو الذي يدافع بعنف عن استقلالها ويظل الأكثر جموحاً إلى فكرة قيادة مُتكاملة فهو الذي يقدم تقرير اعده فرديناند ايبرستادت مُطالباً بوضع هيكل يتعلق بعدد من الوزارات يسمى مجلس الأمن القومى أو مجلس الدفاع القومى .
هذا الهيكل سيقر في ذهن فوريستال المحافظة على استقلال مختلف الوزارات ذات النزعة العسكرية .
وافق ترومان على اقتراح فورستال في مقابل إنشاء وزارة فريدة . اقر طلبات الكونغرس بإنشاء مكان لاتخاذ قرار موحد مقابل إنشاء وكالة مركزية للمخابرات (سى اى اه تحمل محل أو اس اس). هكذا تقدم مجلس الأمن القومى عن طريق السلطة التنفيذية بالكونغرس، التي وافقت على التصويت عليه . أنشئت وزارة الدفاع في عام 1949 لكى تضم وزارات الحرب والبحرية علاوة على القوات الجوية . اضعوا هذه الثلاثة الأخيرة وضعهم كعضو دائم ورسمى في مجلس الأمن القومى بتعديل السنة ذاتها .
إذا مجلس الأمن القومى هو على الأقل ثمرة المنافسات البيروقراطية للعصر بالرد على التحديات المُحرضة لبديات الحرب الباردة . يتحدث شارل فيليب دافيد عن «حادث مرور». مع ذلك، يظل المُصمم ومحامى السياسة الخارجية الأمريكية هو وزارة الخارجية.

### الوضع التدريجى لمجلس الأمن القومى في المؤسسات (1947-1961)
منذ البداية، إن مهمة المنتدى القرارى لمجلس الأمن القومى لم يُستَخدم حقيقاً، حذر ترومان من ثمار الحل الوسط الذي ذُكر سابقاً . فهو استخدمه حتى عام 1950 كلجنة استشارية بسيطة . اتخاذ قرارات السياسة الخارجية تظل بين الرئيس ووزارة الخارجية، وإدارة الأعمال العسكرية بين الرئيس والوزارات ذات الميل العسكرى .

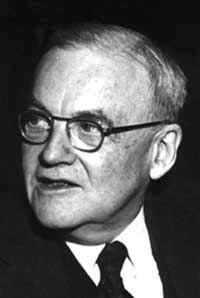
اثر جون فوستر دالاس ، وزير الخارجية في عهد الرئيس دوايت ايزنهاور. يتم وضع مجلس الأمن القومى ، و لكن تحفظ وزارة الخارجية السيطرة على السياسة الخارجية.

إن الحرب الكورية هي التي أظهرت فائدة نظام اتخاذ القرار والرقابة الكاملة . إن سياسة الاحتواء الخارجية التي أعدتها وزارة الخارجية يجب أن تُترجم إلى أقوال ملموسة . الوثيقة الأولى المهمة لمجلس الأمن القومى الكورى سيجيزها تقرير مجلس الأمن القومى رقم 68. من ناحية آخرى، إن العمل العسكرى يجب أن يُراقب تبعاً لأهدافه السياسية . هذا أيضاً أراء مجلس الأمن القومى سيسمحوا لترومان أن يقيل جنرال دوغلاس ماكارثر (مسؤول عسكرى عن سير العمليات) مؤيد لاستخدام القنبلة الذرية . في خلال هذا النزاع، كان مجلس الأمن القومى يجتمع اسبوعياً يوم الثلاثاء .
بدأت إدارة مجلس الأمن القومى أن تُجهز نفسها واستقرت بجانب البيت الأبيض، رغم أمنية فورستال (الذي أصبح أول وزير دفاع) في أن يأوى هذه الإدارة في البنتاغون. مدير الأمن المشترك الذي انشئ بعد قرار الأمن المشترك عام 1951، أصبح عضو خبير في مجلس الأمن القومى . علاوة على ذلك عندما أُنشئت في نفس السنة هيئة إستراتيجية نفسية فهى تعاونت بشكل كبير في العمل مع مجلس الأمن القومى وخاضت عمليات سرية.
يرجع الفضل إلى الرئيس التالى دوايت أيزنهاور (1952-1960) الذي أعطى لمجلس الأمن القومى هيكل إدارى حقيقى . بدأت الشخصيات التابعة لمجلس الأمن القومى أن تلعب دوراً . أنشأ أيزنهاور في مارس من عام 1953، بُناءاً على تقرير روبرت كاتلر وظيفة مستشار الأمن القومى (منصب شغله بنفسه فيما بعد). في هذه الأثناء السكرتير التنفيذى لمجلس الأمن القومى أندرو جودباستر اقام علاقة ذات امتياز خاص مع الرئيس .
بالرغم من انتقادات العصر ضد عمل البيروقراطية في مجلس الأمن وضد عمل البيروقراطية «داواوين الحكومة» التي كانت تقرر بدلاً من الرئيس ، بَينت الوقائع أن ايزنهاور استطاع في الحقيقة أن يقود سياسته الخارجية والأمنية إلى أن تتفق مع إدارته ومكتبه التنفيذى.
مع ذلك، استمر أيزنهاور في اتخاذ القرارات خارج الاجتماعات الرسمية لمجلس الأمن القومى . فمثلاً في عام 1956 أثناء مشكلة السويس، فقد اجتمع في لجنة صغيرة مع وزير الخارجية ذو المكانة جون فوستر دالاس ومستشاريه المُباشرين .
لا يدعا مستشارى الأمن القومى إلا بطريقة هامشية في خارج أوقات الأزمات، يمارس أيزنهاور سياسته الخارجية بتعاون وثيق مع دولز .
طرح ثانيه للبحث تحت الرئاسة التالية دور وزارة الخارجية كممثل مهم ووحيد لصياغة والدفاع عن السياسة الخارجية الأمريكية .

### أصبح مجلس الأمن القومى أداة بين أيدى الرئيس (1961-1969)
عندما وصل جون كينيدي (رئيساً من 1960 إلى 1963) إلى البيت الأبيض، عين جورج بوندى كمستشار دون أن يكون لديه فكرة محددة عن ما يجب أن يكون عليه مجلس الأمن القومى .
مع ذلك اكتشف مدى كارثة عملية غزو خليج الخنازير والدور الذي لعبه مجلس الأمن القومى لايزنهاور . موافقاً تحمل المسؤلية وقرر إعادة تنظيم عميقة لمجلس الأمن القومى بحيث يتماشى أفضل مع اسلوبه .

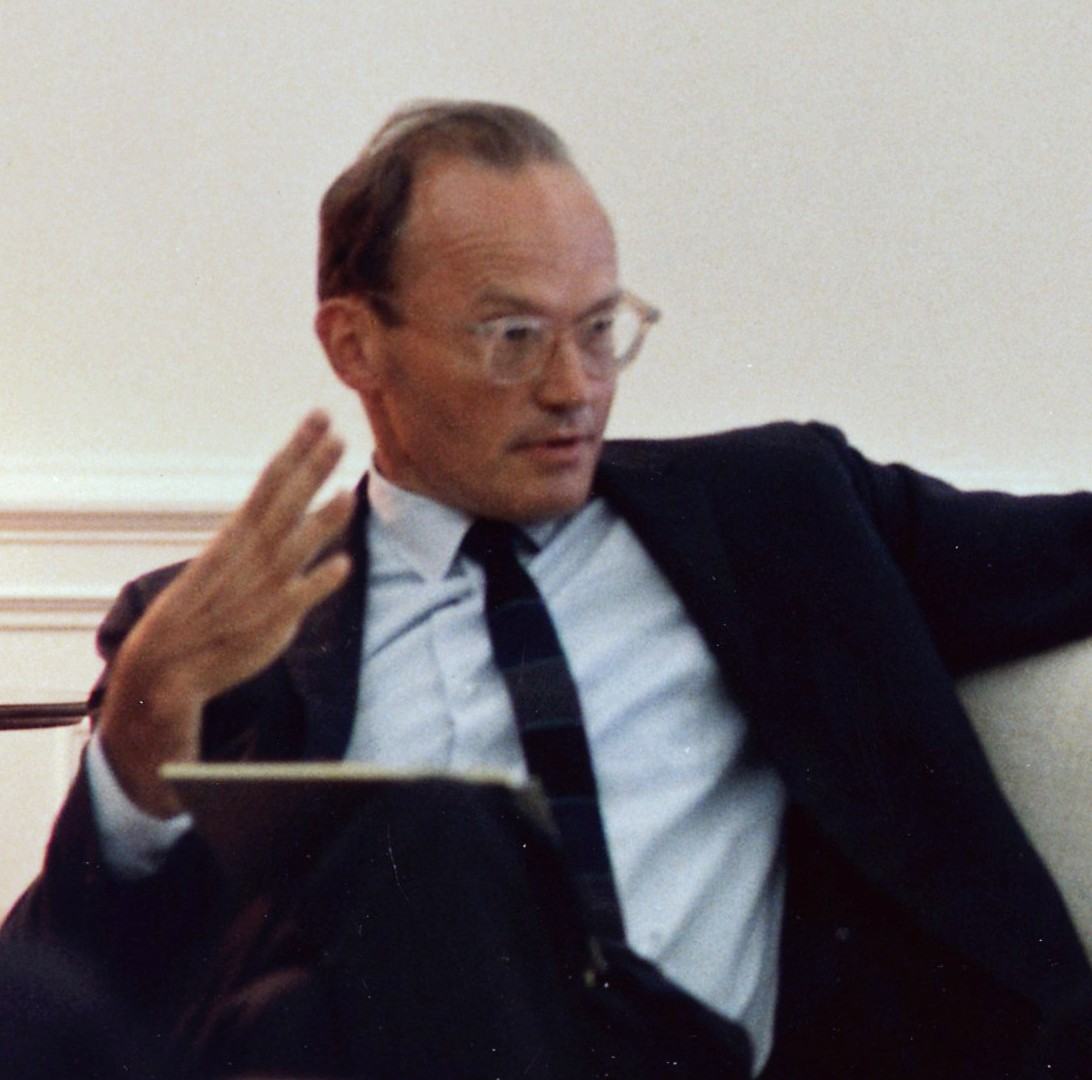
كان ماك جورج باندى أول مستشار الأمن القومى حيث لعب دور قيادا (يناير 1961 و فبراير 1966).

عين هيكل مستشارين على أساس مستشار قوى مؤثر يدير الأعمال الجارية للرئيس . جندت الرئاسة الجديدة فريق مجدد تماماً وزائد بكثره، هذا الفريق وفي جداً إلى الرئيس التنفيذى . اخيراً أنشئ مركز room الذي يديره مجلس الأمن القومى، مقر الاجتماعات في وقت الأزمات يحتوى مركز روم على الوسائل التقنية لإدارة الاتصالات في داخل الوزارات . هذه التطورات صنعت من مجلس الأمن القومى أداة في يد الرئيس متيحه له أن يدعم سلطته . يقيم جزء من اعضاءه مباشرة في الجناح الغربي للبيت الأبيض .
الوجه الآخر لأسلوب كيندى هي السيطرة على الاجتماعات والمجموعات الغير رسمية التي لا تدخل في الترتيب الرسمى في قمه السلطة . أصبحت الاجتماعات الرسمية لمجلس الأمن القومى ضئيلة جداً. مجلس الأمن القومى الحصرى، المجموعة الدائمة (standing group) التي تضم دائرة صغيرة حول الرئيس هي إحدى الأماكن الرئيسية لاتخاذ القرار الجماعى . يُضاف إلى هذه الهيئة لجان خاصة أنشئت لمشكلة معينة . هي عبارة عن لجنه تنفيذية لمجلس الأمن القومى تُمارس الزعامة خلال أزمة صواريخ كوبا.

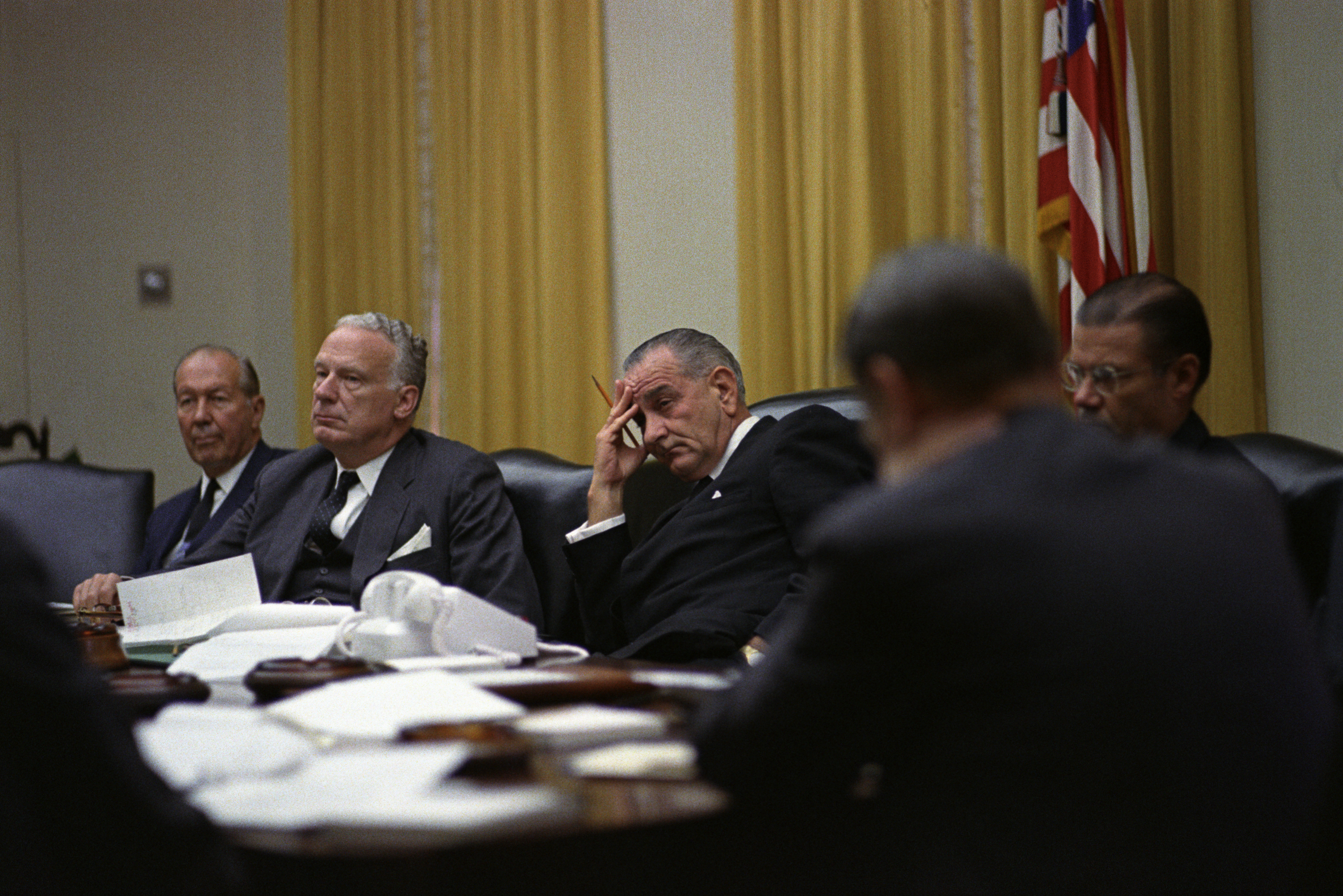
اجتماع مجلس الأمن القومى يوم 15 سبتمبر 1966. أصبح مجلس الأمن القومى هيئه تؤثر في السياسة الخارجية. خاصة نحن نرى ليندون جونسون(في الوسط) و ويليام فوستر (على اليسار).

بوندى لعب دورمؤثر مباشرة ازاء الرئيس كنيدى النتيجة هي ضياع تأثير وزارة الخارجية . على رأسها دين راسك لم يتمكن أن يعرقل هذه العملية .
ليندون جونسون (رئيساً من 1963 إلى 1968) لم يغيير أساساً هذا النظام . اللجان اللاشكلية بقيت . سُميت هذه اللجان من الآن فصاعداً مجموعة غذاء الثلاثاء ومجموعه الحكماء لكن هذه اللجان لعبت دور مشابه تحت رئاسة كندى . ظل مستشار الأمن القومى ذو مكانة ونفوذ، حتى لو أن مستشارى مجلس الأمن القومى لم يشاركوا منهجياً في هذه الاجتماعات اللاشكلية، وبهذا العمل قطعوا من الوصول المباشر إلى الرئيس .
تتميز هذه المرحلة بأهمية المسائل العسكرية لمجلس الأمن القومى بسبب الموقف الدولى وحرب فيتنام (التي أخذت أهمية ابتدءاً من 1964). هذا النزاع الذي بدأ في التورط فصل الرئيس ومستشاريه المقربين عن باقى إدارته . لم يستطع مجلس الأمن القومى أن يلعب دور مستشار حيادى ومُنسق مع الوزارات . علاوة على ذلك اتخاذ القرار ينحصر حول المكتب البيضوى . قدم بوندى استقالته من منصبه كمستشار لمجلس الأمن القومى في فبراير 1966 . إذا يتخذ الرئيس القرار بمفرده ونهاية فترة رئاسته تتصف بالجمودية في إدارة نزاع فيتنام .

### مجلس الأمن القومى يهيمن (1969-1978)

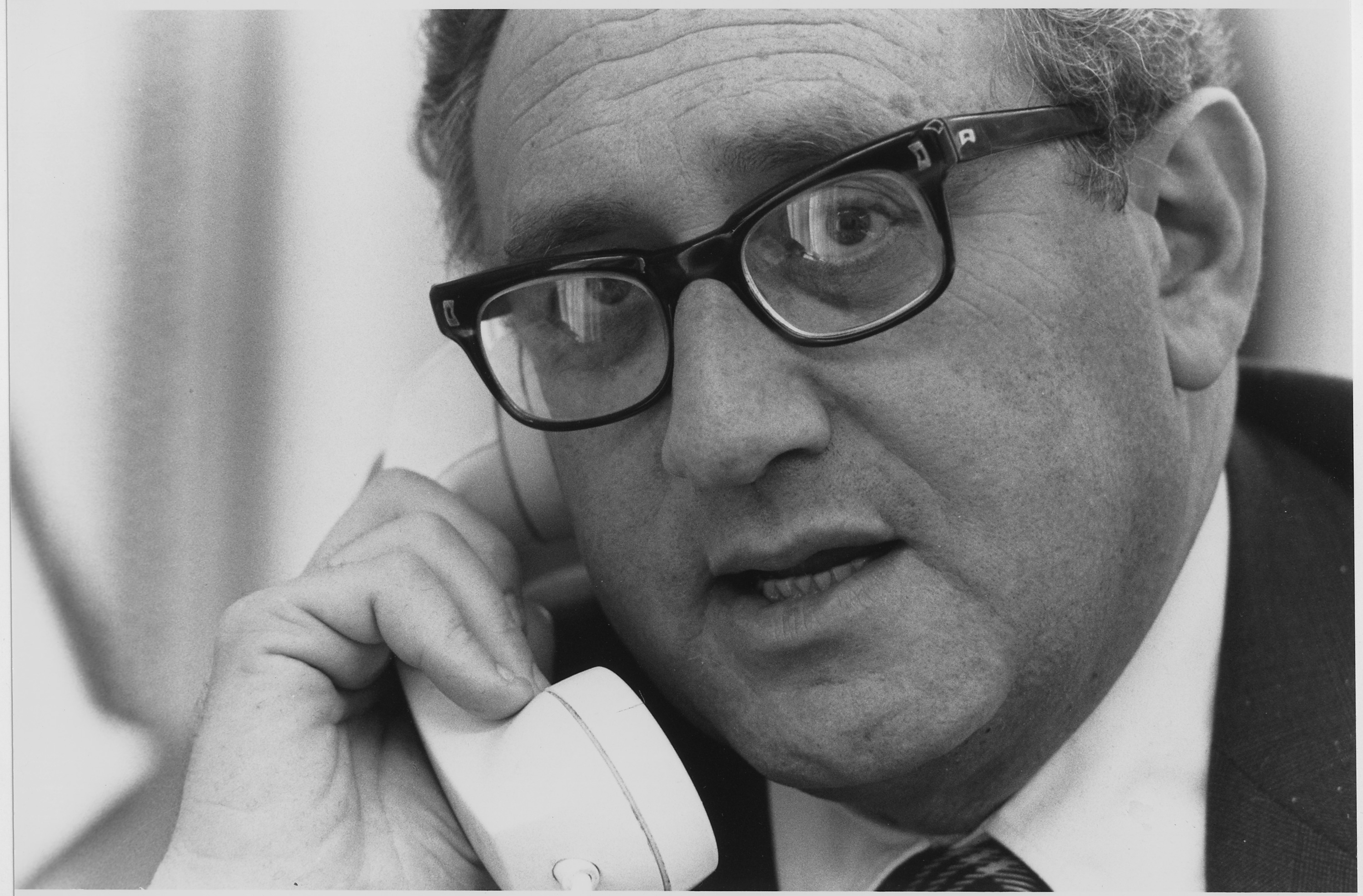
هنرى كسينجر ، مستشار الأمن القومى من 1969 حتى 1975. سوف يجمع وظائفه مع وزير الخارجية في عهد الرئيسين ريتشارد نيكسون و جيرالد فورد.

انتخاب ريتشارد نيكسون من عام 1968 حتى 1974 سجل بداية عهد همينة مجلس الأمن القومى على السياسة الخارجية الأمريكية . كسالفه في نهاية ولايته، كان يتمسك أن يقود شخصياً العلاقات الخارجية وأن يمتلك كل السلطة خاصة في مواجهة الكونغرس لهذا فهو عين كمستشار للأمن القومى رجل يتقاسم معه وجهات النظر ويقيم معه علاقات شخصية وطيدة أنه : هنري كسنجر.
كان نيكسون يحذر بوجه عام البيروقراطية ووزارة الخارجية بوجه خاص . الذي عين على رأسها وليام روجرز شخصية متواضعة ومعروفة بقلة كفاءته . تولى منصبه في أول يناير 1969 (منذ 20 يناير 1969) ألغت مذكرة قرار أمن قومى المنصب الذي كان يرأسه قانونياً وزير الخارجية .
إذا كسينجر سوف يسيطر على مجموع عمليات اتخاذ القرار والتحليلات الأولية لتقديم مُختلف الآراء للرئيس واتخاذ القرار ذاته . نمت فاعليات مجلس الأمن القومى لتصل إلى أكثر من 100 من كبار الموظفين ذو المكانة يستطيعوا ممارسة رقابة على مختلف الوزارت عن طريق القنوات الغير رسمية . سلطة إدارة مجلس الأمن القومى تمتد إلى كل مجالات الأختصاص .
في الوقت نفسه ، منتدى أتخاذ القرار واللجان المُتعلقة بعدد من المحافظات أصبحت اجتماعات رسمية بلا قيد ولا شرط تحتل البيروقراطية الديوانية لكن لا تؤثر على القرار . على العكس تتعدد مذكرات دراسة الأمن القومى الأمن القومى (تحاليل أستقبالية وتوصيات مؤثرة) ومذكرة الأمن القومى للوزارات التي يجب على الوزارات تطبيقها .
هذه المراقبة المكتسبة، أصبح فيها كسينجر الشخصية الرئيسية للسياسة الخارجية (خارج عن الرئيس). كمستشار للأمن القومى، فإنه يستقبل الوفود الخارجية بجانب الرئيس بينما وزير الخارجية الذي هو بالطبع إحدى مهامه مستبعد من هذه الاجتماعات علاوة على ذلك فإنه يدير بالخارج المفاوضات الهامة . فهو يعقد أيضا علاقات ذات طابع خاص مع بعض الشخصيات الأجنبية الهامة (سفير الاتحاد السوفيتى أناتولى دوبرينين رئيس وزراء إسرائيل إسحاق رابين وتشو ان لاى في الصين...).
لتناول التعبير الذي أعطى لكسنجر بخصوص أوروبا. فإن رقم هاتفه هو رقم الولايات المتحدة وهذا عندما يحاول الدبلوماسين والمسؤولين السياسيين الأجانب أن يتصلوا بالإدارة الأمريكية . يستخدم كسنجر لهذه الدبلوماسية الشخصية وسائل على مستوى . هكذا فإن مجلس الأمن القومى يراقب ويستخدم الاتصالات دوماً وليس فقط في وقت الأزمة يدير مجلس الأمن القومى دبلوماسية مركزة وأحياناً سرية مُستخدماً القنوات السوداء .
هذه السيطرة وصلت لذروتها عندما شغل كسينجر مهام مستشار مجلس الأمن ووزير خارجية وذلك إبتدءاً من 22 سبتمبر 1973 .

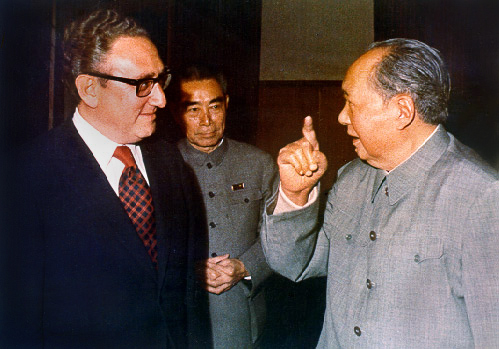
يقود هنري كسنجر نفسه الدبلوماسية الأمريكية. إنه يتفاوض سرا مع القادة الصينين (هنا مع ماو تسى تونغ وتشو ان لاى في بداية عام 1970).

سقوط نيكسون عقب فضيحة ووترغيت لم يمكن من هيمنة كسنجر . فقد ظل وزير خارجية بعد انتخاب جيرالد فورد (رئيس من 1974 إلى 1976). وفي نوفمبر 1975 تم تعيين مستشار جديد للأمن القومى . ألا هو برنت اسكويكروفت قريب من كسينجر ومساعده القديم في مجلس الأمن القومى . إذا دخل مجلس الأمن القومى في مرحلة قصيرة من التراجع .
فإن مجلس الأمن القومى متأثر بسلبية الإدارة يستمر في السيطرة على العملية . يفضل كارتر بريجنسكى الأقرب في إدارته لسياسته الدولية . بدأت الفوضى تعُم . الفطور الصغير كل جمعه صباحاً اجتماعات جماعية لاتخاذ القرار في القمه مثلا كل هذا لم ينتج عنه أي جدول أعمال أو أي نتائج ختامية . لكن نتج عنه استفسارات مختلفه لأعضائه . وبالتالى بدء التنفيذ مميز من وزاراته وإدارته المختصة . هكذا فإن مفاوضات نزع السلاح salt II تقدمت هكذا بصعوبة .

### منافسة، تشابك وانزلاق (1978-1989)

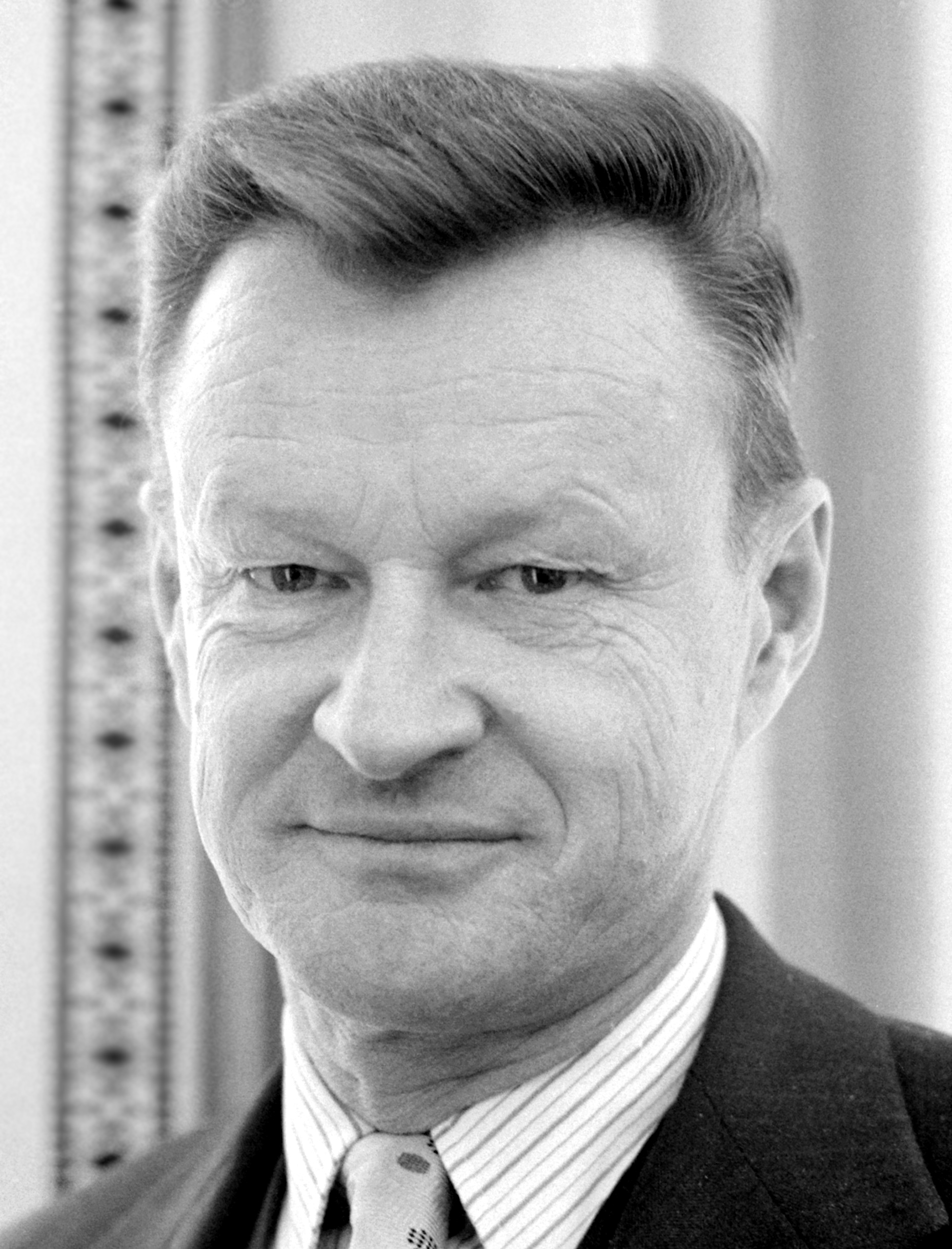
زبيغنيو بريجنسكى مستشار للأمن القومى من 1977 حتى 1981 .تجعل منافسته مع سايروس فانس السياسة الخارجية الأمريكية مرتبكه في الجزء الأخير من رئاسة جيمى كارتر.

المنافسة بين مجلس الأمن القومى ووزارة الخارجية أخذت شكل متجاوز الحد في أخر فترة رئاسة كارتر أخفق الانشقاق في غزو سوفييتي لأفغانستان عام 1979 وفي أزمة رهائن إيران. وفشل كارتر في إعطاء التماسك والزعامة لعملية اتخاذ القرار . ونتج عن ذلك سياسة خارجية أمريكية مضطربة صعبة القراءة وأحياناً متناقضة .
هكذا أثناء أزمة رهائن سفارة إيران فقد أقام كارتر حوار مع نظام آية الله وروح الله الموسوي الخميني كما تمنى فانس . لكن في النهاية قبل التداخل الذي طالب به برززسكى وكانت مفاجئة عامة حتى إن هذا الحوار لم يفض .
استمرت صراعات السلطة تحت رئاسة رونالد ريغان من عام 1980 ألى 1988 . واسلوب الرئيس حرر، تاركاً حرية المناورة اللازمة لعملية اتخاذ القرار على عكس ما حدث تحت الرئاسة السابقة، فإن هذه الصراعات لم تمنح السياسة الخارجية أن تظل مُتماسكة وتطبق بعض القرارات الهامة.
و نتج عن ذلك مواجهات كبيرة بين وزارات الخارجية والدفاع ومجلس الأمن القومى . أصبح منصب مستشار الأمن القومى غير مستقر، توالى 6 مستشار خلال ثمانى أعوام فترتى رئاسة ريجين .
في نفس الوقت ، إدارة مجلس الأمن القومى لم تكن أبدً وافرة فهى تضم 70 من كبار الموظفين الرسميين والدائمين . هذه الحالة الحقيقية في الدولة والمراقبة قطيعة مباشرة وبطريقة فوضوية على بعض السياسات .

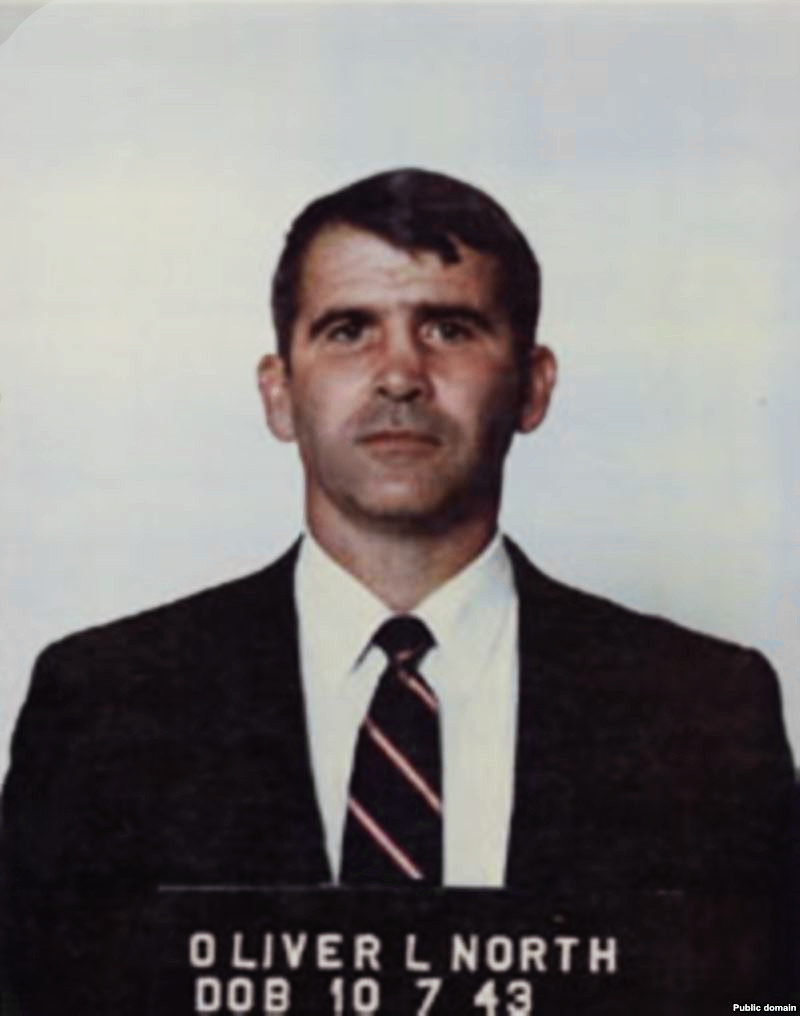
حكم على المقدم أوليفر نورت ، عضو مجلس الأمن االقومى ، و حكم عليه في 1989 عقب قضية إيران كونترا.

في هذأ الأطار الذي تخيله مجلس الأمن القومى وإدارة مباشرة عملية خفية مخالفة للقانون وغير مشروعة تماماً . إن الأمر يعنى إيران - كونترا. إن العملية تحولت إلى فضيحة عندما أكتشفت يوم 25 نوفمبر 1986 . التورط المباشر لأثنين من مستشارى مجلس الأمن القومى وهما روبرت مكفرلين وجون بونتدكز علاوة على عضو في مجلس الأمن القومى المقدم أوليفر نورت بتحقيقات اللجنة الدائمة للكونغرس، لجنه تاور . اسقطت النتائج المصدقة بوثائق الأمن القومى من اللجنة لأنها كانت مضنية لمجلس الأمن القومى : لأن مجلس الأمن القومى تجاوز بشدة دوره وقد استقال جون بوندكتر في ديسمبر 1986 .
هذه الفضيحة ما هي إلا نتيجة اتجاه مثبت منذ رئاسة كندى إلا هو استخدام مجلس الأمن القومى لتشويه وزن البيروقراطية ثم العمل الطبيعى للوزارات وأخيراً سيطرة الكونغرس على قرارات السياسة الخارجية يحتاج مجلس الأمن القومى إلى إعادة حقيقية للمواقف .

### إعادة مجلس الأمن القومى (1989-2000)
لم يعود عمل السياسة الخارجية لائق إلا مع تعيين فرانك كارلوتشى كمستشار للأمن القومى في نوفمبر 1987 ثم كولن باول في خريف 1988 في نهاية فترة التفويض طبقاً لتوصيات تقرير تاور ، فقد أعيد بعمق تنظيم مجلس الأمن، تم تجديد نصف أفراده، وأصبح ليس لديه أي دور في العمليات وعزل المستشارين الذين يعملون بطريقه مستقلة .
بعد هذه الفضائح ، أعطى مرة أخرى الرئيس جورج بوش المنتخب في نوفمبر 1988 إلى مجلس الأمن القومى دور منسق عادى وقد مارسه بنجاح ووفاق مع الوزارات ووكالات المخابرات فيما بينها خلال الأزمات (مثل الغزو الأمريكي لبنما في ديسمبر 1989 أو حرب الخليج الأولي).
الرئيس نفسه هو الأكثر دراية بالسياسة الخارجية . فهو يختار فريق مستشاريين متجانسين نسبياً يسمح أن يخوضوا سياسة محددة لكن حذره .

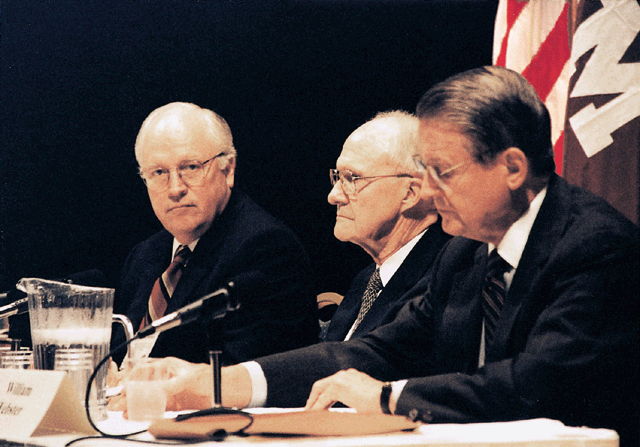
يعد برنت سكوكروفت (في الوسط) مستشار الأمن القومى من 1974 حتى 1977 ، و من 1989 حتى 1993. نحن نرى أيضا ديك تشينى على اليسار.

يظل مستشار الأمن القومى برنت سكوكروفت ذو مكانه لكن يصبح مره أخرى ممثل محايد . فهو يتصرف بصفة تكاملية مع وزير الخارجية جيمس بيكر. يظل اتخاذ القرار لا شكلى وخارج الأطار الرسمى لأجتماعات مجلس الأمن القومى . تسمى اللجنة اللاشكلية لجنه المديريين (لجنه رئيسية). فهى تعمل على أساس التقارير المعطاة من لجنة المساعدين (لجنه النواب). يقترب هكذا عمل مجلس الأمن القومى من اللجنة المنصوص عليها في الأصل .
أحتفظ بهذا الشكل جملة تحت رئاسة بيل كلينتون (المنتخب 1992) الصعوبات التي واجهوها خلال السنوات الأولى هي نتاج أسلوب نقض التعهد للرئيس وغياب القيادة القوية داخل وزارات الدولة والدفاع في إدارة كلينتون. عمل مجلس الأمن القومى جملة بطريقة مشابها للرئاسة السابقة . فقد أبقى على اللجان الرئيسية .
بينما خلال النصف الثاني لفترة رئاسة كلينتون (1996- 2000)، رجع مجلس الأمن القومى أكثر تأثيراً في نفس الوقت الذي يشترك الرئيس شخصياً في سير السياسة الخارجية . فقد وجد مجلس الأمن دوره جزئياً في مكتب الرئيس للأعمال الخارجية والأمن . على رأسه انتونى لاك الذي عمل بوفاق مع وزيرة الخارجية مادلين أولبرايت.

### العودة إلى المصادر ؟ رئاسة بوش (2001-2008)
وصول جورج دبليو بوش إلى البيت الأبيض في 20 يناير 2001 هي فرصة لتنظيم جديد لمجلس الأمن القومى . لأول مرة في تاريخه ، فإن مجلس الأمن القومى استخدم كندوه لأتخاذ القرار . اجتماعات دونالد رامسفيلد (وزير الدفاع) وكولن باول (وزير الخارجية) ديك تشيني (نائب الرئيس) وكونداليزا رايز (مستشارة الأمن القومى) وجورج دبليو بوش هم محل اتخاذ القرار الجماعى . تكون المنافسة بين الوزارات ضئيلة بسبب الوصول الجماعى إلى المناصب القيادية لإدارة بوش من الشخصيات ذات من أوساط الالمحافظون الجدد. هذه الشخصيات تلاشت بعد اعتداءات 11 سبتمبر 2001 .
خفضت فاعليات إدارة مجلس الأمن القومى من 30% وجُدد جزءاً فيه لأسباب أيديولوجيه وتم تبسيط تنظيمه . من ناحيه أخرى الاجتماعات المتعلقة بعدد من المحافظات قليلة وهامشية. إذا اجتماعات مجلس الأمن القومى كندوة اتخاذ قرار تكون حقيقية لكنها لا تتضمن إلا رؤساء الوزارات المختلفة الذي يعينهم بوش .

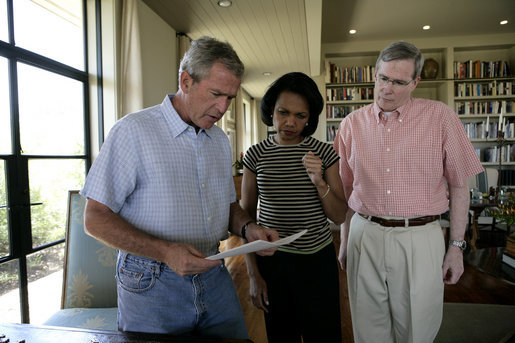
عقد اجتماع غير رسمى يوم 5 أغسطس 2006 ، بين جورج بوش ، كوندوليذا رايس (مستشارة الأمن القومى من يناير 2001 و نوفمبر 2004) و ستيفن هادلى (النائب السابق لرايس ، مستشارة بداية من هذا التاريخ).

تلعب المستشارة وإدارتها دور مُصغر في إعداد السياسة الخارجية . النظام تُهيمن عليه الوزارات وخاصة نائب الرئيس دون أن يكونوا في مواجهة مع معارضة حقيقية . وهذا هو أكثر مفارقة خصوصاً أن ريز كان لديها دور موجه خفى في السياسة بجانب بوش وأقامت معه علاقة شخصية أكثر من أي مستشار أمن قومى قبلها. مع أنها لسيت محافظة جديدة تاريخية فقد احتفظت بقوام وقامة محايدة مُدعمة الرئيس في اختياراته . تفويض ريز ليست بالهيمنة على عملية اتخاذ القرار لكن فقط تنسيق عملية اتخاذ القرار بمعاونة المساعدين. من هذا الواقع فإن مجلس الأمن القومى لم يلعب دوره كضامن لمعلومة كاملة وخاصة للرئيس ، ولا كصدى لمجموع الخيارات المرتقبة .
على العكس ، لعبت ريس دور محامية للسياسة الخارجية الأمريكية وممثلة شخصيه للرئيس في الخارج . ضاعفت السفريات كالتدخلات في وسائل الاعلام الأمريكية ، الأمر الجديد لمستشارة في الأمن القومى. طبقاً لإيفو اتش دالدر ، هذا الدور البسيط للمتحدث حدث بمضره تحليل ثمن الفائدة المتوازن الذي يستند على مصادر متنوعة لفرصة التدخل في العراق . دالدير لاحظ أيضاً أن الإدارة بعد الصراع عهدت إلى مجموعة أيدولوجية من وزارة الدفاع وتخلصت من مراقبة مجلس الأمن القومى .
ممثل مهم يحاول بلا نتيجه أن يتولى على اداره مجلس الأمن القومى . المقصود ديك تشينى نائب الرئيس . وبفشله أن يجعل رايز تحت سلطته المباشرة ، فقد توصل مع ذلك أن يشترك في اللجان الرئيسية . خاصاً أنه أنشأ في مكتبه الخاص قطب من المستشارين الشخصين المؤثرين تحت قياده لويس ليبي. هكذا أنشأ شينى مجلس الأمن القومى الخاص به. تمارس هذه الهيئة الغير رسمية تأثيراً حاسماً على السياسة الخارجية الأمريكية خاصة قرار حرب العراق في مار2003. عندما عُينت رايز وزيرة خارجية، نجح شينى في وضع رجل تبعه كمستشار للأمن القومى منضم إلى قضايا المحافظين الجدد إنه: استيفن هادلى .
التجانس ، الترابط المنطقى ، وسهولة قراءة السياسة الخارجية الأمريكية تتوقف إذا على انتظام العمل في مجلس الأمن القومى وعلاقاته التوافقية مع الممثلين البيروقراطيين الآخرين . بالتأكيد البروز والدور المهم لهذا الهيكل المركزى هو طابع السياسة الخارجية التي تقودها جيداً السلطة التنفيذية .